# 阿闍梨餅
阿闍梨餅（あじゃりもち）は、丹波大納言小豆の粒餡を餅粉に鶏卵などを練り合わせた生地で包み鉄板で焼いた和菓子である。京都市の和菓子店「満月」が販売する半生菓子である。

## 由来
阿闍梨はサンスクリット語で高僧を意味し、天台宗と真言宗で僧位を表す。阿闍梨餅の独特の中央部が盛り上がった形状は、比叡山で千日回峰行する阿闍梨の網代笠に着想を得た。阿闍梨が厳しい仏道修業の最中に餅を食べて飢えを凌いだことから名称を採った。